# Prizren (kommun)
Prizren (serbiska: Opština Prizren, albanska: Komuna e Prizrenit, serbiska: Општина Призрен, Призрен) är en kommun i Kosovo. Den ligger i den södra delen av landet, 60 km sydväst om huvudstaden Priština. Arean är 629 kvadratkilometer.
Terrängen i Prizren är bergig åt sydost, men åt nordväst är den kuperad.